# Ruggero Raimondi

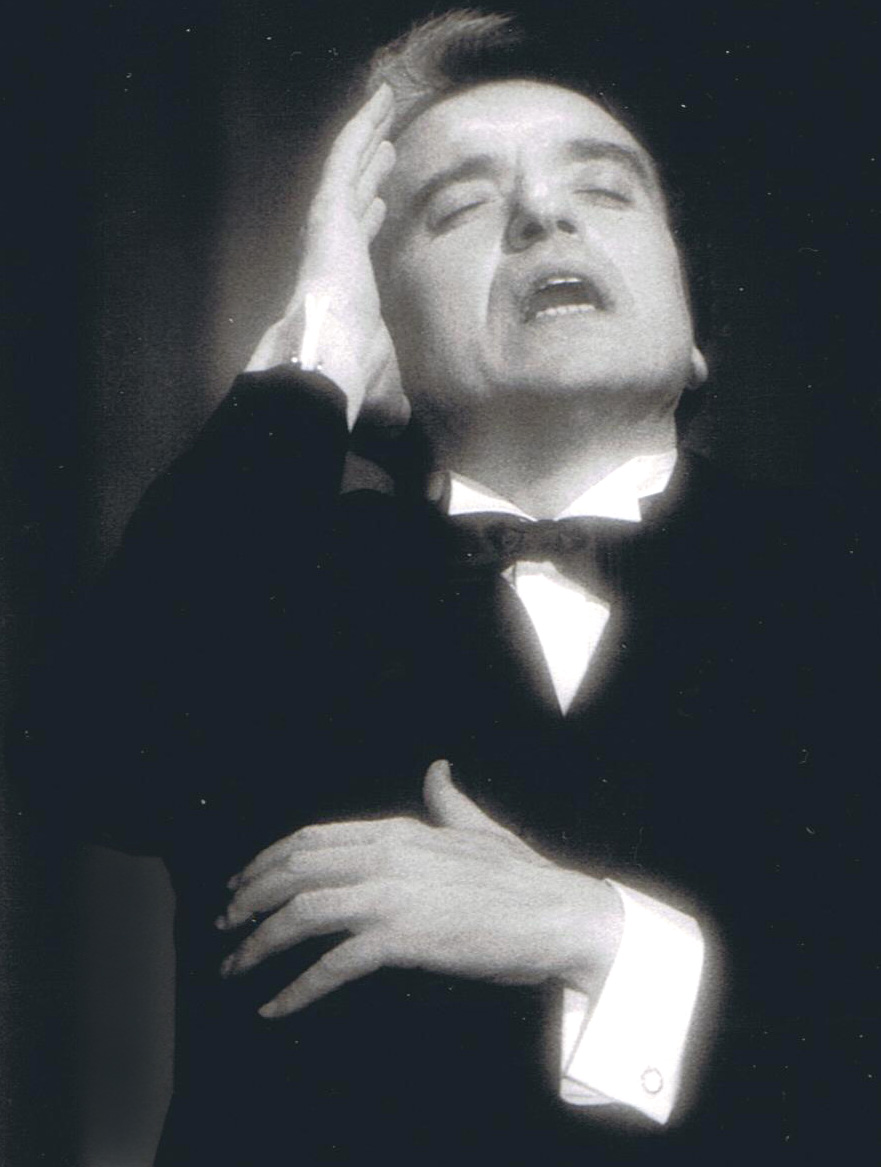
Ruggero Raimondi bei einem Konzert in Paris 1982

Ruggero Raimondi (* 3. Oktober 1941 in Bologna, Emilia-Romagna) ist ein italienischer Opernsänger (Bassbariton) und Filmschauspieler.

## Leben
Ruggero Raimondi studierte in Mailand und Rom und debütierte 1964 in Spoleto als Colline in La Bohème. 1965 bis 1968 trat er in Venedig am Teatro La Fenice auf. 1968 debütierte er als Timur in Turandot an der Mailänder Scala, 1969 als Mozarts Don Giovanni in Glyndebourne und 1970 als Silva in Ernani an der Metropolitan Opera. Am Royal Opera House in London trat er erstmals 1972 auf als Fiesco in Verdis Simon Boccanegra, an der Pariser Opéra Garnier 1975 als Procida in Verdis I Vespri Siciliani. 1979 erschien eine Filmversion von Don Giovanni. Bei den Salzburger Festspielen debütierte er 1980 als König in Aida. Anlässlich des 200-jährigen Jubiläums der Scala sang er den Philipp in Don Carlo unter dem Dirigat von Claudio Abbado.
1986 führte er zum ersten Mal Regie in einer Produktion von Mozarts Don Giovanni. Besonders beliebt war Raimondi an der Wiener Staatsoper, wo er von 1969 bis 2010 u. a. als Filippo in Don Carlo (unter Herbert von Karajan und Claudio Abbado), Fiesco in Simon Boccanegra, Attila, Jago in Otello, Boris Godunow, Don Giovanni, Almaviva in Le Nozze di Figaro, Escamillo in Carmen, Scarpia in Tosca, Méphistophélès in Faust (Gounod), Don Profondo in Il viaggio a Reims oder Mustafà in L'Italiana in Algeri zu hören war.
1992 sang er den Scarpia in Tosca an den Originalschauplätzen in Rom in einer Liveübertragung in 107 Länder; diese Produktion wurde mit 3 Emmys ausgezeichnet und erreichte weltweit eine Milliarde Fernsehzuschauer.
Raimondi, der als Nachfolger Ezio Pinzas und Cesare Siepis gilt, wird seit 30 Jahren international als einer der größten seines Fachs angesehen, insbesondere als Interpret von Werken Wolfgang Amadeus Mozarts und Giuseppe Verdis. Durch seine zahlreichen Auftritte in Opernverfilmungen (als Don Giovanni unter der Regie Joseph Loseys, als Escamillo (Carmen) unter Francesco Rosi, als Boris Godunow unter Andrzej Żuławski, als Scarpia (Tosca) unter Benoît Jacquot u. a.) wurde er auch einem breiteren Publikum bekannt.

## Auszeichnungen
- 2016: Premio del Belcanto Rodolfo Celletti, Festival della Valle d’Itria